# Тиждень актуальної п'єси
Тиждень актуальної п’єси — міжнародний драматургічний освітній фестиваль, що проходить у Києві. У 2011 пройшов двічі. С 2012 щорічний.
Засновники фестивалю:
- Марися Нікітюк,
- Андрій Май,
- Наталя Ворожбит.

Місія фестивалю: стимулювання та розвиток сучасної української драматургії, пошук нових авторів та текстів для театру. Також в цілі проєкту входить зорганізувати ознайомлення потенційних постановників, режисерів, художніх керівників, директорів театрів та глядачів з драматичними текстами, які існують на сьогодні у вітчизняному просторі.

## Переможці

### 2011, весна
- читання п’єси Анастасії Зеленової «Гармония сфер» (реж. — А. Білоус)
- читання п’єси Валерія Бобровича «Кавказ» (реж. — С. Проскурня)
- читання п’єси Віталія Харамана «Війна» (реж. — К. Ромашенко, С. Жирков)
- читання п’єси Артура Млояна Сімейні люди (реж. — А. Семенцова)
- читання п’єси Марисі Нікітюк «Залишені» (реж. — К. Ромашенко, С. Жирков)
- читання п’єси Олега Гончарова «Доктрина Менделя. 1933»
- читання п’єси Катерини Бабкіної «Три монологи» (виконує Галина Стефанова)
- читання п’єси Гарець Ірини «Мамин крестик» (реж. — О. Биков)
- читання п’єси Ольги Мацюпи «Ностальгія за мрією» (реж. — О. Правосуд)
- читання п’єси Сергія Лисенка «Пчелы» (реж. — О. Бєліц)
- читання п’єси Юлії Капусти та Дениса Григораша «Жидкость» (реж. — С. Жирков)
- читання текстів з колекції маленьких п’єс Сергія Щученка «Придурки» (реж. — С. Шекера)
- читання п’єси Олега Юніша «Серые будни енотов» (реж. — А. Май)

П’єси фіналісти конкурсу на участь у міжнародній програмі співпраці театру Royal Coart з українськими драматургами:
- Віра Маковій «Роз’єднане коло»
- Оксана Савченко «День рождение по скайпу»
- Маріам Агамян «Живой или мертвый»
- Марина Соколян «Кумарі»
- Володимир Снєгурченко «Северное сияние»
- Павло Ар’є «Кольори»
- Євген Марковський «Убить пидара»

### 2011, осінь
Шорт-лист:
- Саша Брама «Свиная печень» (Львів)
- Марися Нікітюк «Дачи» (Київ)
- Катерина Бабкіна «Время насекомых» (Краків-Київ)
- Татьяна Киценко «Три Ницше» (Київ)
- Вера Маковей «Буна» (Київ)
- Наталія Лютенко за творами Олександра Ушкалова «Панда»
- Олег Телятник «Мысли вслух» (Черкаси)
- Інна Завгородня «Воины»

Лонг-лист:
- Євген Марковський «Кантсаферинг» (Херсон)
- Катерина Аксьонова «Дурдом для журналистов» (Львів)
- Володимир Снігурченко «Времени нет. За стеклом» (Харків)
- Павел Ар'е «Человек в подвешенном состоянии» (Кельн)
- Анна Багряна «Есть у ангелов от Луковаго» (Київ)
- Костянтин Солов'єнко «Экстремист» (Львів)
- Остап Соколюк «Страх и Любовь» (Київ)
- Наталія Доляк «Гасторбайтерськи сезоны» (Вінниця)
- Павло Павлов «3 монологи»

### 2012
- Андрій Бондаренко «Літній сум»
- Марія Вакула «Абонемент № 7. Інша сестра»
- Олександр Володарський «Орловська порода»
- Гарець Ірина «Гіркий цукор»
- Роман Горбик «Центр»
- Ден Гуменний «FEMENізм»
- Яна Гуменна «Доброго ранку, Сонечко!»
- Тетяна Кіценко «Бал Бетменів»
- Дмитро Левицький «Сцени вбивства»
- Ірина Ломакіна «Загублені в собі»
- Віра Маковій «Дівка на відданні»
- Марися Нікітюк «Свині»
- Василь Пачовський «Не буде вам всім спокою!!! (Bitches Brew)»
- Катерина Пенькова «Вдома в Україні»
- Валентина Пікіна «Бісові круги»
- Лана Ра «Час відьом»
- Оксана Савченко «Койка»
- Микола Сайко «Дні життя»
- Віталій Ченський, короткі п’єси
- Олександр Юшко «FM — вербасказ»

### 2013
- Маріам Агамян «Дядя Саша-мясник»
- Наталя Антонова «Луизиана»
- Павло Ар’є «Слава героям»
- Петро Армяновський «Супермаркет»
- Андрій Бондаренко «Зустріч одногрупників»
- Сашко Брама «КОМА»
- Дан Воронов «Осколки»
- Гарець Ірина «Рондо allegro»
- Роман Горбик «Прощальна вечірка»
- Ден Гуменний «ПХЗМ»
- Яна Гуменна, Ден Гуменний «Зыбкое счастье мое»
- Наталка Доляк «Квиток в один кінець»
- Олексій Дорічевський «Кладовище»
- Тетяна Киценко «Моя милиция меня»
- Ганна Легка «Московський час»
- Ольга Мацюпа «Микола купує дім»
- Олена Мороз «Квартира»
- Оксана Тимошенко «Золотые лосины»
- Віталій Ченський «Питчинг»
- Владимир Хохлов «Индифферентность»
- Олександр Юшко «Тракторист, сука!»

### 2014
- Петро Армяновський «Красный пахарь», Донецьк
- Наталія Блок «Улица Декабристов», Херсон
- Дан Воронов «Washout», Київ
- Гарець Ірина, Віктор Красовський «Эшело№0», Полтава-Мінськ
- Яна Гуменна «Отражения», Кропивницький (на той час Кіровоград)
- Ден Гуменний, Яна Гуменна «Как дети», Київ-Кіровоград
- Олександр Зирянов «Квартира №22», Херсон
- Анастасія Косодій «Захопи мені облдержадміністрацію», Запоріжжя
- Дмитро Левицький «Парикмахеры», Київ
- Євген Марковський «Долбо#бы», Херсон
- Оля Мацюпа «Двійники», Львів-Люблін
- Олег Михайлов «Клятвенные девы», Харків
- Артур Невінчаний «Прах», Київ
- Ельвін Рзаєв «Молоко в легенях», Київ
- Лєна Роман «Сестри», Київ
- Людмила Тимошенко «Не мона відержат», Львів
- Максим Черниш «Українське #лядство», Київ
- Віталій Ченський «Как избавиться от мертвой собаки воскресным вечером», Київ

Номінація «Коротка п’єса»:
- Олена Астасьєва «Мелочь», Херсон
- Наталія Блок «По кругу», Херсон
- Віталій Ченський «Прощание», Київ
- Сергій Щученко «Дядечки» (з циклу «Придурки-2»), Київ